# Money Can't Buy (EP)
Money Can't Buy var en invitation-koncert til støtte for Kylie Minogues album Body Language på Hammersmith Apollo i London, England. Denne begivenhed koste en million pund og billetter var ikke tilgængelig for salg. Koncerten blev senere udgivet på DVD under titlen Body Language Live.

## Extended Play
En begrænset EP blev senere udgivet den 10. februar 2004 og blev solgt gratis med købet af Body Language.

## Sporliste
| Nr. | Titel                                 | Længde |
| --- | ------------------------------------- | ------ |
| 1.  | "Can't Get You Out of My Head (live)" | 7:02   |
| 2.  | "Slow (live)"                         | 3:24   |
| 3.  | "Red Blooded Woman (live)"            | 4:22   |